# Microporella pontifica
Microporella pontifica is een mosdiertjessoort uit de familie van de Microporellidae. De wetenschappelijke naam van de soort is voor het eerst geldig gepubliceerd in 1952 door Osburn.